# Escuela Nacional de Cine y Televisión (Reino Unido)
La Escuela Nacional de Cine y Televisión (en inglés: National Film and Television School) es una escuela de cine creada en 1971  con sede en Beaconsfield Studios en Beaconsfield, Buckinghamshire, Inglaterra, Reino Unido. Fue calificada como la número 1 en el Hollywood Reporter de 2014 sobre las 15 mejores escuelas de cine internacionales. Su comunidad de estudiantes hace alrededor de un centenar de películas al año en cursos que son más del 90% práctica, al contrario que los cursos ofrecidos en otras escuelas de cine del Reino Unido. A partir de 2013 tenía alrededor de 220 estudiantes a tiempo completo, con otras dos docenas de estudiantes a tiempo parcial en el curso de Desarrollo de Guion y alrededor de mil al año en sus cursos de corta duración.